# Хяркёнен, Кари
Кари Хяркёнен (фин. Kari Härkönen; род. 16 июля 1959, Ристиярви, Оулу) — финский лыжник, чемпион мира, победитель этапа Кубка мира.

## Карьера
В Кубке мира Хяркёнен дебютировал в 1982 году, в январе 1985 года одержал единственную в карьере победу на этапе Кубка мира. Кроме этого в личных гонках имеет на своём счету 1 попадание в тройку лучших на этапах Кубка мира. Лучшим достижением Хяркёнена в общем итоговом зачёте Кубка мира является 7-е место в сезоне 1984/85.
На Олимпийских играх 1980 года в Лейк-Плэсиде стал 19-м в гонке на 15 км.
На Олимпийских играх 1984 года в Сараево занял 13-е место в гонке на 15 км классикой.
За свою карьеру принимал участие в двух чемпионатах мира, на чемпионате мира 1982 года завоевал бронзу в эстафете, а на чемпионате 1985 года стал чемпионом в гонке на 15 км классикой.